# Polyplectropus ahas
Polyplectropus ahas är en nattsländeart som beskrevs av Malicky och Chantaramongkol 1993. Polyplectropus ahas ingår i släktet Polyplectropus och familjen fångstnätnattsländor. Inga underarter finns listade i Catalogue of Life.